# Professional'nyj Basketbol'nyj klub CSKA 2021-2022
Questa voce raccoglie le informazioni riguardanti il Professional'nyj Basketbol'nyj klub CSKA nelle competizioni ufficiali della stagione 2021-2022.

## Stagione
La stagione 2021-2022 del Professional'nyj Basketbol'nyj klub CSKA è la 31ª nel massimo campionato russo di pallacanestro, la VTB United League.

## Roster
Aggiornato al 20 luglio 2021
| PBK CSKA Mosca 2021-22 | PBK CSKA Mosca 2021-22 |
| Giocatori              | Staff tecnico          |
| ---------------------- | ---------------------- |

| N. | Naz.                   | Ruolo | Nome                | Anno | Alt.   | Peso   |  |
| -- | ---------------------- | ----- | ------------------- | ---- | ------ | ------ |  |
| 1  | Danimarca (bandiera)   | G     | Gabriel Lundberg    | 1994 | 193 cm | 92 kg  |  |
| 1  | Russia (bandiera)      | PG    | Jurij Umrichin      | 1999 | 190 cm | 75 kg  |  |
| 2  | Stati Uniti (bandiera) | P     | Casper Ware         | 1990 | 178 cm | 79 kg  |  |
| 3  | Russia (bandiera)      | AC    | Joel Bolomboy       | 1994 | 204 cm | 103 kg |  |
| 4  | Russia (bandiera)      | G     | Aleksandr Chomenko  | 1999 | 192 cm | 91 kg  |  |
| 5  | Stati Uniti (bandiera) | G     | Allerik Freeman     | 1994 | 190 cm | 91 kg  |  |
| 6  | Canada (bandiera)      | P     | Kevin Pangos        | 1993 | 185 cm | 81 kg  |  |
| 7  | Russia (bandiera)      | G     | Ivan Uchov          | 1995 | 193 cm | 89 kg  |  |
| 8  | Russia (bandiera)      | C     | Vladimir Ivlev      | 1990 | 207 cm | 101 kg |  |
| 9  | Russia (bandiera)      | AG    | Aleksandr Evseev    | 2002 | 205 cm | 91 kg  |  |
| 10 | Italia (bandiera)      | PG    | Daniel Hackett      | 1987 | 195 cm | 97 kg  |  |
| 10 | Russia (bandiera)      | P     | Vladimir Karpenko   | 2000 | 192 cm | 83 kg  |  |
| 11 | Russia (bandiera)      | AG    | Semën Antonov       | 1989 | 202 cm | 100 kg |  |
| 17 | Germania (bandiera)    | C     | Johannes Voigtmann  | 1992 | 211 cm | 111 kg |  |
| 17 | Russia (bandiera)      | C     | Dmitrij Chalturin   | 2002 | 210 cm | 103 kg |  |
| 21 | Stati Uniti (bandiera) | AP    | Will Clyburn        | 1990 | 201 cm | 99 kg  |  |
| 23 | Georgia (bandiera)     | AG    | Tornik'e Shengelia  | 1991 | 206 cm | 103 kg |  |
| 23 | Russia (bandiera)      | AG    | Filipp Gafurov      | 2001 | 205 cm | 80 kg  |  |
| 28 | Russia (bandiera)      | AG    | Andrej Lopatin      | 1998 | 208 cm | 99 kg  |  |
| 32 | Svezia (bandiera)      | AG    | Jonas Jerebko       | 1987 | 208 cm | 105 kg |  |
| 33 | Serbia (bandiera)      | C     | Nikola Milutinov    | 1994 | 213 cm | 114 kg |  |
| 35 | Stati Uniti (bandiera) | AG    | Kenneth Faried      | 1989 | 203 cm | 103 kg |  |
| 40 | Lituania (bandiera)    | GA    | Marius Grigonis     | 1994 | 198 cm | 93 kg  |  |
| 40 | Russia (bandiera)      | G     | Ivan Pyn'ko         | 2000 | 193 cm | 83 kg  |  |
| 41 | Russia (bandiera)      | A     | Nikita Kurbanov (C) | 1986 | 202 cm | 99 kg  |  |
| 42 | Russia (bandiera)      | G     | Evgenij Kolesnikov  | 1985 | 195 cm | 93 kg  |  |
| 91 | Russia (bandiera)      | PG    | Aleksej Šved        | 1988 | 198 cm | 86 kg  |  |
| -  | Russia (bandiera)      | C     | Kirill Popov        | 1998 | 203 cm | 103 kg |  |

| Allenatore |
| - Dīmītrīs Itoudīs |
| Assistente/i |
| - Anton Judin - Darryl Middleton - Andreas Pistiolīs (fino al 19 marzo) - Stefanos Dedas (dal 21 marzo) Legenda - (C) Capitano - (IN) Inattivo - Infortunato Roster |

## Mercato

### Sessione estiva
| Acquisti | Acquisti        | Acquisti        | Acquisti   | Acquisti |
| R.a      | Nome            | da              | Modalità   |          |
| -------- | --------------- | --------------- | ---------- | -------- |
| C        | Vladimir Ivlev  | Parma Perm'     | svincolato |          |
| AP       | Marius Grigonis | Žalgiris Kaunas | svincolato |          |
| PG       | Aleksej Šved    | Chimki          | svincolato |          |
| P        | Mike James      | Brooklyn Nets   | svincolato |          |

| Cessioni | Cessioni         | Cessioni        | Cessioni       | Cessioni |
| R.       | Nome             | a               | Modalità       |          |
| -------- | ---------------- | --------------- | -------------- | -------- |
| GA       | Darrun Hilliard  | Bayern Monaco   | fine contratto |          |
| PG       | Jānis Strēlnieks | Žalgiris Kaunas | fine contratto |          |
| C        | Micheal Eric     | Málaga          | fine contratto |          |
| P        | Mike James       | Monaco          | rescissione    |          |
| AG       | Aleksandr Šaškov | Nižnij Novgorod | fine contratto |          |

### Dopo l'inizio della stagione
| Acquisti | Acquisti           | Acquisti            | Acquisti         | Acquisti   |
| R.       | Nome               | da                  | Data             | Modalità   |
| -------- | ------------------ | ------------------- | ---------------- | ---------- |
| AG       | Kenneth Faried     | Leones de Ponce     | 9 ottobre 2021   | svincolato |
| G        | Allerik Freeman    | Bursaspor           | 1 febbraio 2022  | svincolato |
| P        | Kevin Pangos       | Cleveland Cavaliers | 23 febbraio 2022 | svincolato |
| P        | Casper Ware        | Enisey Krasnojarsk  | 12 marzo 2022    | svincolato |
| AG       | Jonas Jerebko      | Free agent          | 30 marzo 2022    | svincolato |
| G        | Evgenij Kolesnikov | Avtodor Saratov     | 14 aprile 2022   | svincolato |

| Cessioni | Cessioni           | Cessioni       | Cessioni         | Cessioni                |
| R.       | Nome               | a              | Data             | Modalità                |
| -------- | ------------------ | -------------- | ---------------- | ----------------------- |
| AG       | Kenneth Faried     | G. Rapids Gold | 16 dicembre 2021 | fine contratto          |
| PG       | Daniel Hackett     | Virtus Bologna | 3 marzo 2022     | rescissione (100.000 $) |
| AG       | Tornik'e Shengelia | Virtus Bologna | 7 marzo 2022     | rescissione             |
| G        | Gabriel Lundberg   | Phoenix Suns   | 11 marzo 2022    | rescissione             |